# Red Sniper – Die Todesschützin
Red Sniper – Die Todesschützin (ukrainisch: Незламна, dt.: „Die Unbesiegte“; russisch: Битва за Севастополь, dt.: „Die Schlacht um Sewastopol“) ist ein ukrainisch-russischer Film des russischen Regisseurs Sergei Mokrizki aus dem Jahr 2015.
Der Titelsong Der Kuckuck (Originaltitel: russisch Кукушка), in einer Version von der russischen Sängerin Polina Gagarina, stammt von Wiktor Zoi.

## Handlung
Die UNO-Diplomatin Eleanor Roosevelt besucht den Parteichef der KPdSU Nikita Chruschtschow im Oktober 1957 in Jalta auf der Krim. Doch vor dem Treffen möchte sie erst noch Ljudmila Pawlitschenko besuchen. Sie hatte sie im Kriegsjahr 1942 in den USA kennengelernt. Damals war Ljudmila Scharfschützin der Roten Armee im Rang eines Unterleutnants und Studentin der Geschichtswissenschaften, mittlerweile ist sie Historikerin im Rang eines Majors und Träger des Ordens Heldin der Sowjetunion.
In Rückblenden wird ein dramatischer Abschnitt aus dem Leben Ljudmilas vom Beginn ihres Studiums ab 1937, über ihre Zeit als Scharfschützin bei der Roten Armee und ihren Einsatz bei der Schlacht um Sewastopol, bis zum Besuch mit einer sowjetischen Delegation in den USA im Herbst 1942, erzählt.

## Produktion
Der Film ist eine Koproduktion der Ukraine und Russlands, die zum 70. Jahrestag des Sieges über Hitler-Deutschland als Auftragsarbeit mit dem Geld beider Staaten in den Jahren 2013 bis 2014 entstand und in beiden Ländern zu den erfolgreichsten Kinoproduktionen des Jahres 2015 zählte.

## Hintergrund
Der Film hält sich eng an die historischen Fakten und an biografische Details der dargestellten Personen. Auch original überlieferte Zitate werden wortwörtlich verwendet, so beispielsweise aus einer Rede Ljudmila Pawlitschenkos im September 1942 in Chicago:

“Gentlemen, I am 25 years old and I have killed 309 fascist occupants by now. Don’t you think, gentlemen, that you have been hiding behind my back for too long?”

„Meine Herren, ich bin 25 Jahre alt und habe bereits 309 Faschisten getötet. Denken Sie nicht auch, dass Sie sich lang genug hinter meinem Rücken versteckt haben?“

## Kritiken
„Die titelgebende ‚Schlacht um Sewastopol‘ steht dabei weniger im Mittelpunkt und bildet die historische Kulisse. Die Geschichte ist betont ausgewogen und wertfrei erzählt. Wer hier ein patriotistisches Loblied oder einen herkömmlichen Kriegsfilm erwartet, wird enttäuscht sein – so viel sei vorab gesagt. Der Streifen bewegt zutiefst durch seine etwas andere Perspektive auf die Kriegsjahre.“